# Spathia neurosa
Spathia neurosa är en gräsart som beskrevs av Alfred James Ewart och Archer. Spathia neurosa ingår i släktet Spathia och familjen gräs. Inga underarter finns listade i Catalogue of Life.